# 제이컵 L. 디버스
제이콥 룩스 디버스(Jacob L. Devers, 1887년 9월 8일 ~ 1979년 10월 15일)는 제2차 세계 대전 동안 유럽 전선에서 미군 제6군단(6th Army Group)을 지휘한 미국 육군 장군이었다. 그는 M4 셔먼 및 M26 퍼싱 전차, DUKW 수륙양용 트럭, 벨 H-13 수 헬리콥터, M16 소총 등의 무기 개발과 도입에 관여했다.
미국 육군사관학교를 졸업한 디버스는 1909년 야전 포병 장교로 임관했다. 제1차 세계 대전 당시 그는 오클라호마주 포트 실(Fort Sill)의 화력학교(School of Fire)에서 교관으로 근무했으며, 1918년 11월 11일 휴전 협정이 체결되면서 유럽 전선으로 가는 명령을 받지 못했다. 이후 그는 프랑스로 건너가 트리어(Treves)에 있는 프랑스 포병학교에서 교육을 받았다. 전간기 동안 그는 기계화의 강력한 지지자로 활동했으며, 기병의 도태에 대한 보수적인 포병 장교들의 반대에도 맞섰다.
제2차 세계 대전이 유럽에서 발발했을 때, 디버스는 파나마에 주둔 중이었다. 그는 1940년 10월 소장(major general)으로 진급했으며, 노스캐롤라이나주 포트 브래그(Fort Bragg)에서 신설된 제9보병사단(9th Infantry Division)의 지휘관이 되었다. 그는 기지 건설을 감독하는 역할도 수행했다. 1941년 8월에는 기갑군(Armored Force) 사령관으로 임명되어, 기갑 사단을 4개에서 16개로 확대하는 임무를 맡았다. 그는 기갑, 보병, 포병의 협력 개념을 중시하는 새로운 전술 교리를 주장했으며, 미국 육군이 전차를 전차전이 아닌 돌파용으로만 활용해야 한다는 기존의 교리를 거부했다. 그는 미군 산업체에 더 강력한 엔진을 장착한 전차 생산을 요구했으며, 상급자들의 반대에도 불구하고 M4 셔먼 중형전차(75mm 주포 장착) 개발을 추진했다. 그러나 그는 셔먼 전차에도 만족하지 않았고, 더 강력한 화력과 장갑을 갖춘 전차 개발을 요구했다. 그는 오버로드 작전(Operation Overlord)*을 위해 250대의 M26 퍼싱 전차를 확보하려 했으나, 그의 요청은 거부되었다.
1943년 5월, 디버스는 유럽 전역 미군 사령부(ETOUSA) 사령관이 되었다. 그의 주요 임무는 오버로드 작전을 위한 세부 계획 수립과 병력 및 물자 축적을 감독하는 것이었으며, 연합군 폭격 작전을 지원하는 역할도 맡았다. 그는 유럽 전역의 자원을 드와이트 아이젠하워 장군이 지휘하는 북아프리카 전역(North African Theater)으로 분산시키는 문제를 두고 아이젠하워와 충돌했다. 1944년 1월, 아이젠하워가 ETOUSA 사령관직을 맡으면서, 디버스는 지중해 전역 북아프리카 미군 사령부(NATOUSA) 사령관 및 지중해 연합군 부사령관(Deputy Supreme Allied Commander, Mediterranean Theater)으로 임명되어 영국의 헨리 메이틀랜드 윌슨(Henry Maitland Wilson) 장군을 보좌했다.
디버스는 1944년 8월 프랑스 남부 상륙 작전인 용기병 작전(Operation Dragoon)의 기획과 실행을 주도했으며, 이후 프랑스와 독일에서 제6군단을 지휘하며 라인강 진격, 독일군의 노르트빈트 작전(Operation Northwind) 반격 격퇴, 콜마르 포위망 섬멸 작전, 그리고 서구 연합군의 독일 침공을 수행했다. 전쟁이 끝난 후, 그는 미군 지상군 사령부(Army Ground Forces) 사령관으로 임명되었다.